# دویچه بورزه
دویچه بورزه (به آلمانی: Deutsche Börse AG) شرکت اداره‌کننده بازار بورس فرانکفورت، برای معاملات سهام و سایر معاملات مرتبط با اوراق بهادار می‌باشد. دویچه بورزه یک شرکت سهامی است، که در سال ۱۹۹۳ تأسیس شد.
دفتر مرکزی دویچه بورزه در شهر فرانکفورت، آلمان قرار دارد. در ماه دسامبر سال ۲۰۱۰ در فهرست بازار بورس فرانکفورت بیش از ۷۶۵ شرکت ذکر شده بود و ارزش بازاری معادل ۱٫۴ تریلیون یورو را دارا می‌باشد. 